# جيم هول (ملاكم)
جيم هول (بالإنجليزية: Jim Hall)‏ مواليد 22 يوليو 1868 في نيوساوث ويلز - الوفاة 14 مارس 1913 في ويسكونسن، كان ملاكم أسترالي سابق. أثرت الحكول على مسيرته وتوفي إثر داء السل.

## إحصائيات
خاض خلال مسيرته 93 نزالا، فاز في 40 وتعادل في 9 وخسر في 12. فاز بالضربة القاضية في 37 نزالا.

## روابط خارجية
- جيم هول على موقع بوكس ريك (الإنجليزية) (registration required)